# فرودگاه سیگوییری
فرودگاه سیگوییری (به انگلیسی: Siguiri Airport) یک فرودگاه با کد یاتا GII است . این فرودگاه در کشور گینه قرار دارد .